# Route nationale 793
Die Route nationale 793, kurz N 793 oder RN 793, war eine französische Nationalstraße, die von 1933 bis 1973 zwischen der Route nationale 166 südwestlich von Dinan und Josselin verlief. Ihre Gesamtlänge betrug 73 Kilometer.